# Вальтер, Бернхард
Бе́рнхард Ва́льтер (нем. Bernhard Walther; 1430, Мемминген — 19 июня 1504, Нюрнберг) — немецкий астроном, ученик Региомонтана.

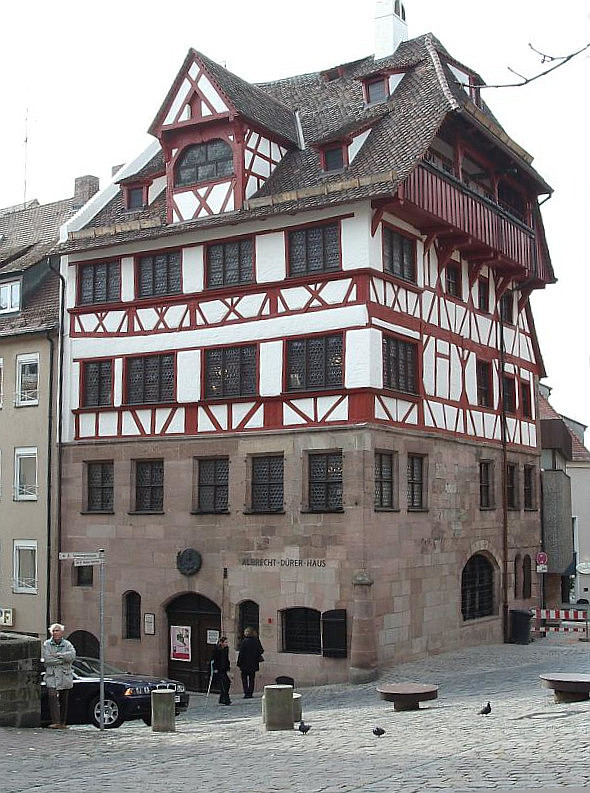
Дом Дюрера в Нюрнберге, ранее принадлежавший Бернхарду Вальтеру

Вальтер был богатым торговым коммерсантом и любителем науки. Когда в 1471 году Региомонтан обосновался в Нюрнберге, Вальтер помог ему с созданием обсерватории и типографии. После смерти Региомонтана в 1476 году в Риме Вальтер выкупил его инструменты и продолжил астрономические наблюдения. При наблюдениях он учитывал эффект астрономической рефракции. Его астрономические наблюдения являются самыми точными до Тихо Браге. Его ученик Иоганн Шёнер предоставил 45 неопубликованных наблюдений Меркурия Николаю Копернику. Коперник использоовал три из них в своей книге Об обращении небесных сфер, однако ошибочно приписал их Шёнеру. Эти наблюдения были опубликованы Шёнером в 1544 год  Большой интерес представляют также  многолетние наблюдения Вальтером равноденствий и солнцестояний.
В 1484 году Вальтер начал впервые в астрономических наблюдениях использовать гиревые часы.
В его доме, который в 1509 году купил Альбрехт Дюрер, сейчас находится дом-музей художника.
Именем Вальтера назван кратер на Луне.